# Music Video Tour 2010-2017
『Music Video Tour 2010-2017"』は、2017年5月17日に発売された、星野源の4枚目の映像作品。

## 概要
星野源初のミュージック・ビデオ集で、Blu-rayとDVDで発売された。
ジャケットは吉田ユニが担当。
これまでに発表された全てのミュージックビデオが収録され、それぞれのミュージックビデオを星野自身が撮影時のエピソードなどを交えコメントし、途中ゲストに井手茂太（イデビアン・クルー）、MIKIKO (ELEVENPLAY)が登場する。
全編に本人とスタッフたちによるオーディオコメンタリーが収録されている。

## 収録内容
BDではこれらの映像が1枚に全て収録されているが、DVDでは以下のように2枚組での収録となっている。

### DISC1
1. OPENING TALK
2. TALK 1
3. くせのうた Music Video（2010）
4. TALK 2
5. くだらないの中に Music Video（2011）
6. TALK 3
7. 日常 Music Video（2011）
8. TALK 4
9. フィルム Music Video（2012）
10. TALK 5
11. TALK 6
12. 夢の外へ Music Video（2012）
13. TALK 7
14. 知らない Music Video（2012）
15. TALK 8
16. TALK 9 （ゲスト：井手茂太）
17. 化物 Music Video（2013）
18. TALK 10 （ゲスト：井手茂太）
19. TALK 11
20. 地獄でなぜ悪い Music Video（2013）
21. TALK 12
22. Crazy Crazy Music Video（2014）
23. TALK 13
24. TALK 14
25. SUN Music Video（2015）
26. TALK 15
27. Snow Men Music Video（2015）
28. TALK 16
29. 時よ Music Video（2015）
30. TALK 17 （ゲスト：MIKIKO）
31. 恋 Music Video （2016）
32. TALK 18 （ゲスト：MIKIKO）
33. ENDING TALK

### DISC2
- 特典映像 ゲスト：ニセ明

1. Extra Music Video ＆ Making
  - 季節（2012）
  - ギャグ（2013）
2. 撮影メイキング映像